# Barbalimpia
Barbalimpia es una localidad española, pedanía del municipio de Villar de Olalla, perteneciente a la provincia de Cuenca, en la comunidad autónoma de Castilla-La Mancha.

## Toponimia
Una de las peculiaridades de este pueblo es su topónimo: Barbalimpia. Pero es el arcaísmo de su nombre lo que nos indica la antigüedad de este pueblo. Hay muchas teorías sobre el origen de este nombre:
- Hace referencia a la bondad de las aguas que manan por sus fuentes, haciéndolo derivar, en paralelo, del mismo radical que Barbarija (tomado como hidrónimo, que encontramos en alguna otra ocasión en la provincia).
- Deriva de la época visigoda, con intención de conferirle la mayor dignidad dándole una ‘limpieza’ de linaje por sintagma con ‘Barba’, considerando que ésta era profundamente estimada en aquellos tiempos, siendo precisamente la mayor de las ofensas ‘mesar las barbas’ a alguien.
- Una vez reconquistada la zona a los musulmanes, por el siglo XIII, se le dio el término que hoy comprende Barbalimpia a un caballero que con este apodo o con esta singularidad física acompañabe al rey Alfonso VIII.
- La última de las teorías es una leyenda que corre entre los vecinos del pueblo. Ésta cuenta que antes se llamaba Taranoncillo del Buen Vino, pero que a causa de una gran riada se le cambió el nombre por el de Barbalimpia.

## Geografía
La localidad se encuentra a unos 22 km de Cuenca, a una altitud de 983 m sobre el nivel del mar. Está situada en la sierra media, tiene el honor de figurar en la conocida como Hitación de Wamba (Líber Itacíi), mencionándosele en los límites de la división episcopal de las diócesis de Valeria y Ercávica, lo que significa que ya existía en época visigoda.
Las poblaciones más cercanas son Hortizuela, que está a tan sólo 4 km, Villarejo Seco (4,3 km) y Fresneda de Altarejos (5,7 km). En el siglo XIX se comenta cómo el término está «poblado en la mayor parte de romeros, enebros, sabinas y aliagas».
En el año 2014, contaba con 12 habitantes según los datos oficiales del INE. El gentilicio de sus habitantes es ‘zorzaleros’, curioso porque no deriva del topónimo del pueblo. Este gentilicio puede venir por la práctica antigua de ese tipo de caza (zorzal) o, si se atiende al significado de la RAE, por ser especialmente astutos y sagaces.

## Historia
Barbalimpia ya existía en la época visigoda. Fue un pueblo dedicado a sus labores, sin enfrentamientos con la Corona a la que pagaba correctamente sus impuestos. La Iglesia, dueña de gran parte de las tierras de esta comarca llamadas de la Obispalía, siempre actuó adecuadamente con este lugar a pesar de que no le pertenecía y la prueba de ello es que aquí apenas hubo procesos en los que la Santa Inquisición o el Tribunal del Santo Oficio actuase, pues sólo se recuerda uno. 
Se sabe que, en el siglo XVI, hubo un francés perseguido por luteranismo en la provincia de Cuenca de nombre Beltrán de Grimaldo, apodado “el bandolero”, que se dedicó a la arriería, comerciando con frutos secos, comprando nueces y aceite. Aprovechaba su trabajo para extender el luteranismo y ello le llevó a contactar con un tal Mateo de Nuebeda y María Sayos, vecinos del Seco. Sus constantes visitas a estos dos personajes le determinó la conveniencia de establecer su refugio en Barbalimpia, en casa de Pedro García, apodado el Viejo, considerando que esta persona podría ser afín a sus propósitos. Este sería el motivo por el que la Inquisición llevaría al tal Pedro y a su mujer Leonor, naturales de aquí, a la cárcel, siendo procesados y penitenciados en el año 1568. Celebrado el Auto de Fe en la plaza Mayor de Cuenca, Pedro fue conducido a galeras como castigo mientras que su esposa fue enclaustrada en el Convento de las Angélicas de Cuenca.
Barbalimpia contaba en el siglo XVI con 60 vecinos, unos doscientos habitantes, dedicados por entero a la agricultura: trigo, cebada, centeno, avenas, garbanzos, guijas, judías, vino y frutas. Tenía unos veinte vecinos que poseían algunas cabezas de ganado lanar y cabrío y había unas sesenta casas de buena construcción y cerca de quince tinadas de ganado distribuidas por todo su término con algunos abrevaderos para su sustento.
En el siglo XIX, se lleva a cabo la desamortización del gobierno de Madoz y en Barbalimpia, son cinco los lotes propiedad de la Iglesia y del municipio que se ponen a la venta, destacando estos cinco vecinos: Ramón García, Juan Gil Muñoz, Juan Olivares, Ramón Olivares y Manuel Portero como nuevos propietarios de este nuevo término. En este periodo Barbilimpia, cuenta con ochenta casas de media construcción, una iglesia dedicada a la Asunción, un ayuntamiento de sólida estructura, un pósito, un horno de pan de cocer, albergando unos 72 vecinos, es decir, unos 286 habitantes. El lugar aparece descrito en el tercer volumen del Diccionario geográfico-estadístico-histórico de España y sus posesiones de Ultramar de Pascual Madoz de la siguiente manera:

BARBALIMPIA: l. con ayunt. en la prov., adm. de rent., part. jud. y dióc. de Cuenca (3 leg.), aud. terr. de Albacete, c. g. de Castilla la Nueva (Madrid 21): sit. parte en la falda E. y parte en la de O. de un cerro prolongado, entre 2 barrancos formados por las aguas permanentes que del mismo se desprenden, y que van á desaguar en un riach. de corto caudal que corre á 200 pasos S. de la pobl.; resguarda á esta del viento N. el cerro llamado de la Iglesia: su clima es sano, sin que se padezcan otras enfermedades que tercianas por el abuso de las frutas. Tiene 80 casas ademas de la consistorial que sirve tambien de cárcel y pósito; este consiste en 200 fan. de trigo: 1 igl. parr. (La Asuncion), que tiene por anejos los cas. que despues se dirán, y 1 fuente de piedra labrada con un caño y pilon, de agua de buena calidad, y suficiente para el abasto de los vec., otras muchas hay en las inmediaciones de tan buena calidad y que se aprovechan para abrevadero de los ganados y bestias de labor. El cementerio sit. al N. no perjudica á la salud. Confina el térm. N. con los de Villanueva de los Escuderos y v. de Cabrejas (1 leg.); E. Villar de Olaya (2), S. Altarejos y Fresneda (1) y O. Abia y Villarejoseco (1): dentro de él se encuentran 1 ermita muy deteriorada dedicada á San Estéban y los cas. siguientes: su anejo villa de Hortichuela con 12 vec., el de las Tejas, la Osilla del Palmero con 5 vec., tambien anejo, y la casa de campo llamada el Egidillo perteneciente á la v. de Hortichuela. Ademas del riach. y barrancos mencionados, corre por su lím. E. el r. Júcar que tien 1 puente de 3 ojos, 2 grandes y uno pequeño. El terreno es de inferior calidad desigual y quebrado, poblado en la mayor parte de romeros, enebros, sabinas y aliagas. Los caminos son de herradura comunales y se hallan en mal estado: el correo lo sirve un cartero que lo trae de la cap. cada 8 dias; prod.: trigo comun, cebada, centeno, avena, garbanzos, guijas, judias, patatas, vino y frutas, entre estas nueces y cerezas; cria ganado lanar y cabrio; caza de perdices, conejos, liebres, y tambien lobos, zorros, garduñas y otros animales dañinos, y pesca abundante de varias clases y ricas truchas; pobl.: 72 vec., 286 hab. dedicados á la agricultura y ganaderia: cap. prod.: 439,040 rs.; imp.:21,952 rs.; importe de los consumos 1,851 rs. 3 mrs. El presupuesto municipal ordinario asciende á 2,000 rs., y se cubre con los productos de propios que consisten en 300 rs. del horno de pan cocer, 300 rs. de los pastos de una deh., y 400 rs. por el canon de 500 almudes de tierra inferior pertenecientes á dicha dehesa.
(Madoz, 1846, p. 380)

El municipio de Barbalimpia desapareció a comienzos de la década de 1970, al ser incorporado al término municipal de Villar de Olalla.

## Demografía
| Gráfica de evolución demográfica de Barbalimpia entre 1842 y 1970 |
| |
| Población de derecho según los censos de población del INE Población de hecho según los censos de población del INEEntre el censo de 1857 y el anterior, crece el término del municipio porque incorpora a Hortizuela Entre el censo de 1981 y el anterior, este municipio desaparece porque se integra en el municipio Villar de Olalla |

## Patrimonio

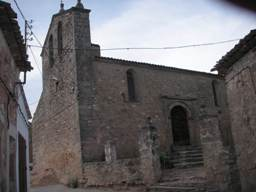
Iglesia de la Asunción

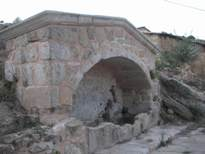
Fuente romana

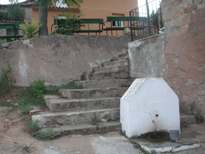
Fuente Vieja

Sus monumentos más conocidos son la iglesia románica, la fuente romana, la fuente vieja y el antiguo horno. 
- Iglesia de la Asunción.[1] De estilo románico rural, con característico ábside semicircular en donde todavía se adivina alguna marca de cantero. Originariamente contaba con una sola nave, pero se amplió más tarde añadiendo una nave lateral, que hoy está cerrada. En el exterior, la puerta cuenta con recerco en puntas de diamante.
- Fuente romana. Restaurada recientemente, hace evidente la antigüedad de este pueblo.
- Fuente vieja. Se encuentra situada en el vallejo a los pies del pueblo. Actualmente, no mana la misma agua que hace años, pero sigue conservando la preferencia de los lugareños, que siguen bebiendo de ella y llenando allí sus garrafas. Es una fuente muy original, que denota su antigüedad. Se trata de una tosca talla en roca, habiéndosele hecho en el pretil unas oquedades para mejor depositar los cántaros.

## Fiestas y costumbres
El tercer fin de semana de agosto, el pueblo celebra sus fiesta grande: las fiestas patronales en honor a san Esteban. Aunque este santo tiene su onomástica el 26 de diciembre, se decidió celebrarlo en agosto para así poder reunir a antiguos vecinos y familiares de estos. Por ello, el pueblo crece en número de habitantes de una manera asombrosa durante este mes, llegando perfectamente a las 200 personas durante los tres días de fiestas. Es de destacar el reparto de "la Caridad" que se realiza tras la procesión, el día de la fiesta grande y que consiste en abastecer de rollo y zurra a todos los asistentes.
Se ha recuperado la tradición de cantar Los Mayos, pues existen todavía algunas personas del lugar que recuerdan las letras y melodías autóctonas. Esta celebración se realiza el 30 de abril y se ha convertido en otro motivo de fiesta y celebración para todos los zorzaleros.